# Karaganda (tỉnh)
Karaganda (Kazakhstan Қарағанды облысы, Qarağandı oblısy), là tỉnh có diện tích lớn nhất nước cộng hòa Kazakhstan, tọa lạc gần như trung tâm quốc gia này. Với thủ phủ là thành phố Karaganda (Karaganda) với dân số 437.000 người. Dân số toàn tỉnh đạt 1,375,000.

## Lịch sử
Karaganda được biết đến dưới thới Liên bang Xô Viết là nơi khai thác than quan trọng và có nhiều trại cải tạo, tập trung lao động cưỡng bức. Sau chiến tranh thế giới thứ II, Joseph Stalin, lãnh đạo của Liên Xô, đã ra lệnh đưa nhiều người Đức bị trục xuất đến khu vực này.

## Địa lý
Với diện tích 428.000 km2, Karaganda trở thành tỉnh có diện tích lớn nhất của Kazakhstan. Tuy nó không có biên giới quốc tế trên bộ với bất cứ quốc gia lân cận nào của Kazakhstan, nhưng gần như nó tiếp giáp với hầu hết các tỉnh còn lại của nước cộng hòa này: tỉnh Akmola tiếp giáp về phía Bắc, tỉnh Pavlodar tiếp giáp về phía Đông Bắc; Đông Kazakhstan về phía Đông, tỉnh Almaty về phía Đông Nam, tỉnh Zhambyl và Nam Kazakhstan về phía Nam; và Kyzylorda về phía Tây Nam. Sông Ishim (Esil), một nhánh của sông Irtysh, bắt nguồn từ Karaganda.
Cả khu vực tỉnh Karaganda là một vùng đất khá bằng phẳng và khổ cằn. Vường quốc gia Karkaraly với diện tích 90.300 ha nằm trên địa bàn của tỉnh. Vường quốc gia này cùng với núi Kyzylarai, với vẻ đẹp tự nhiên, xanh tươi được ví như một óc đảo giữa vùng đất khô cằn là những điểm tham quan lịch sử nổi tiếng.

## Nhân khẩu
46,9% dân số là người Nga và 32,6% là người Kazakh. Các dân tộc thiểu số là Ukraina (7,2%) và Đức (3,1%).

## Hành chính
Toàn tỉnh được chia thành 9 huyện và thành phố, thị xã với các đô thị lớn như (Karaganda, Balkhash, Karazhal, Priozersk, Saran, Satpayev, Shakhtinsk Temirtau, và Zhezkazgan).
| STT | Tên huyện     | Trung tâm hành chính |
| --- | ------------- | -------------------- |
| 1   | Abay          | Abay                 |
| 2   | Aktogay       | Aktogay              |
| 3   | Bukhar-Zhyrau | Botakara             |
| 4   | Karkaraly     | Karkaraly            |
| 5   | Nura          | Kiyevka              |
| 6   | Osakarov      | Osakarovka           |
| 7   | Shet          | Aksu-Ayuly           |
| 8   | Ulytau        | Ulytau               |
| 9   | Zhanaarka     | Atasu                |

## Thành phố kết nghĩa
- Ulsan, Hàn Quốc (2010)

## Liên kết
- Regional administration website
- Karaganda Province Chamber of Commerce and Industry
- Karaganda Province Customs